# Mario Salvador Sánchez
Mario Salvador Sánchez Quintanilla (San Salvador, El Salvador, 18 de enero,1954 -Ib.; 11 de julio de 2019) fue un pintor surrealista de El Salvador, nacido en San Salvador.
Con más de 30 años de experiencia pintando y retratando la realidad de su país de manera surrealista, trabajo con series de obras por lo que el contenido de ellas se basan en un tema central, usa diferentes técnicas, algunas muy creativas y propias del artista que lo llevan a descubrir y a ingeniar nuevas formas de expresar sus ideas.
Fue un pintor sumamente polifacético, lo que hace que este grandioso artista nos entregue con su obra algo sumamente especial y auténtico de su pensamiento.

## Biografía
Mario Sánchez, Fue un artista plástico, nació un 18 de enero de 1954 en la ciudad de San Salvador, El Salvador, de padres salvadoreños crece desde niño con un espíritu profundo al arte, destacándose desde muy temprana edad a mostrar su habilidad innata por el dibujo en su escuela y en su barrio.
A la edad de 22 años muestra sus primeras obras de diversas técnicas y pequeños formatos, lo que enciende su pasión por el dibujo y posteriormente a la pintura, llevándolo a consolidar ideas más profundas que se movían en su interior y en el cual hace su primera serie llamada: “Naturaleza en Agonía” en 1977, esta obra marca su tendencia a realizar sus obras en serie y con un título específico, por su innovación técnica y creativa le otorgan el título como "Joven talento del año" en 1983, distinción entregada por el Consejo Nacional para la Cultura y el Arte concultura a través de la “Galería 91”
Desde ese tiempo a la fecha suma 23 exposiciones individuales y más de 80 participaciones colectivas, tanto nacionales como internacionales. "Mario Sánchez es un artista" frase que dejó escrita el maestro Mexicano, José Luis Cuevas, en 1989 cuando conoció los dibujos de su serie: “Fragmentos Humanos”.
“Su camino dentro del arte del surrealismo, lo llevara no dudo, a encontrar un lenguaje personal”
Sin duda Mario ha hecho verdad las afirmaciones del artista José Luis Cuevas.
Después de treinta años de experiencia con el dibujo y la pintura comienza a mostrar sus trabajos de aquella que fue su primera exposición y como todo un enamorado de su quehacer no ha dejado de estar activo. Mario trabaja series con diversas técnicas que maneja con mucha calidad y también retoma temas muy profundos que hacen que todo aquel que los vea: reflexione, dejándonos un aporte.
Mario Sánchez en su recorrer nos ha heredado series de paisajes, bodegones, retratos, desnudos y surrealismo con un contenido humano, teniendo un protagonismo con su tiempo y la historia de El Salvador de aquellos días de la guerra civil salvadoreña, plasmando el dolor, la angustia, el sufrimiento del pueblo, y su anhelo por la paz, dejando como testimonio histórico para las futuras generaciones.
Es un artista muy prolífero que lo convierte en un pintor que toma muy en serio su profesión, que en su autoformación lo ha llevado a ser un investigador incesante de su propio estilo y lenguaje. Indudablemente no solo tiene un puesto en la historia, sino que ha contribuido con su aporte a las artes plásticas de El Salvador. 
Ha desarrollado una actividad creadora que reitera la vitalidad de su carácter pictórico. Sus inspiraciones y habilidades lo sitúan en la vanguardia de la plástica Salvadoreña. 
Nos comunica con la realidad, la gloria y paraísos celestiales. Sus representaciones nos sugieren suavemente las emociones de goces íntimos y elevados. Es por eso que estoy seguro que seguiremos disfrutando de este artista que maneja con mucha sensibilidad, creatividad e imaginación su paleta y pinceles.

## Obra
- Moldeando Utopías (1975 - 1979)
- Payasos (1976 - 1977) No Presentada
- Naturaleza en Agonía (1977 - 1982)
- Fragmentos Humanos (1987 - 1989)
- Ofensiva (1991)
- Hombres o Fantasmas (1989 - 1991)
- Propuesta Para Elevar El Ser (1995 - 1997)
- Hípica (1998 - 2000) No Presentada
- Vestigios del Tiempo (1996 - 2002)
- Encuentro con la Luz (1997 - 1999) No Presentada
- El Hombre Hacia el siglo XXI (1999 - 2000) No Presentada
- Dinámica de la Evolución Parte 1 (2003 - 2010)
- Dinámica de la Evolución Parte 2 (2010 - 2019) No Finalizad)